# Bridgetown (Barbados)

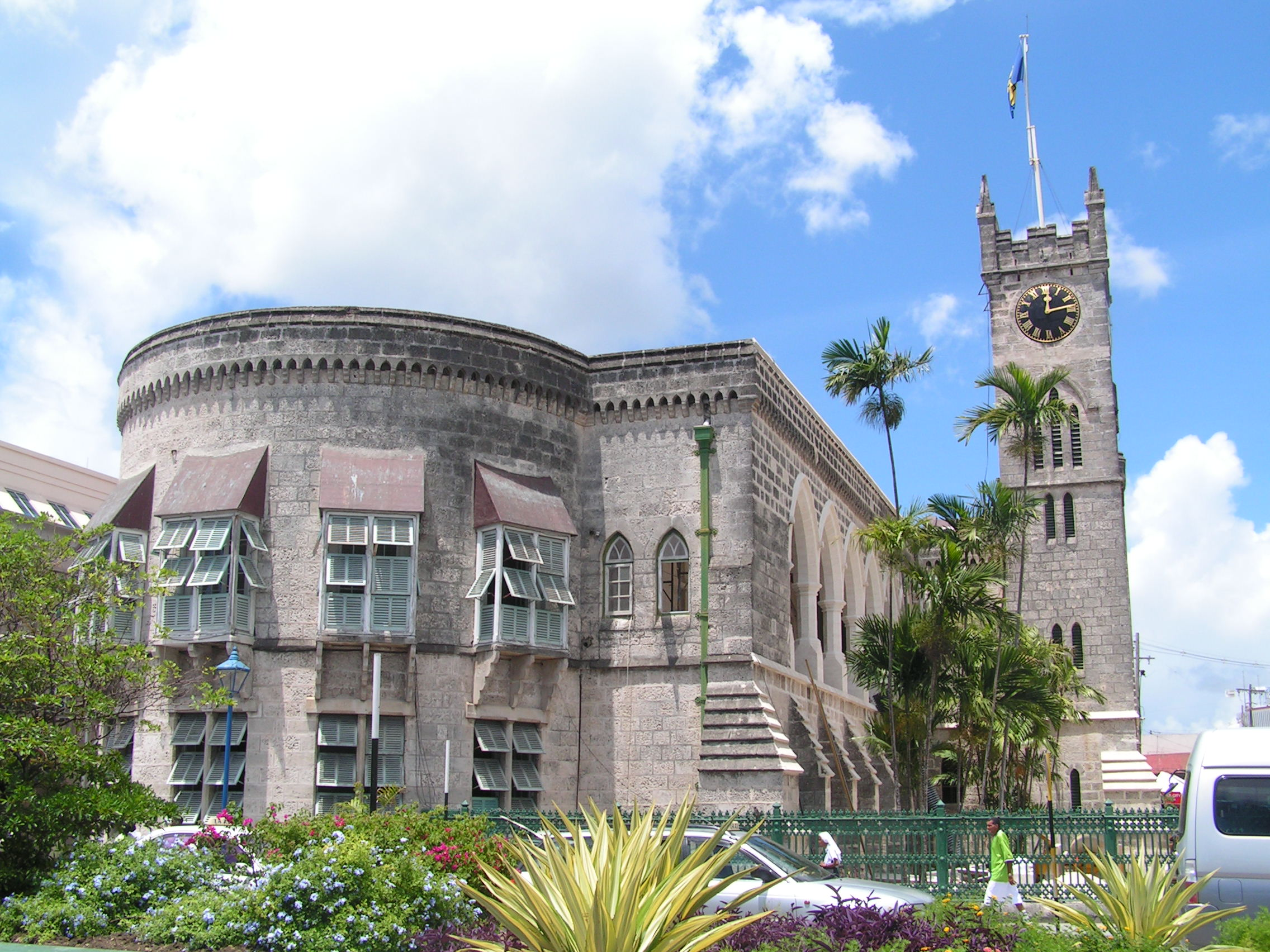
Het parlementsgebouw van Barbados

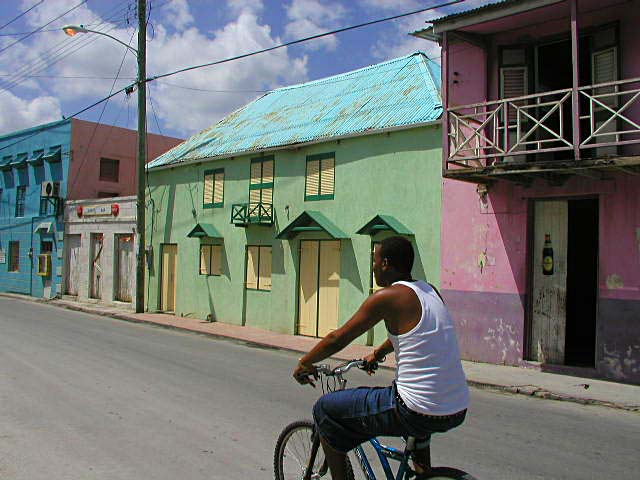
High street

Bridgetown is de hoofdstad van het Caribische eiland Barbados. De stad zelf heeft zo'n 7000 inwoners maar met de hele agglomeratie meegerekend staat de teller op ongeveer 96.000 inwoners. Daarmee is Bridgetown de grootste plaats op het eiland.
Toen de eerste Europese kolonisten naar Barbados kwamen, troffen zij hier geen inheemse bevolking. Wel vonden ze een primitieve brug die over de rivier was gebouwd. In de buurt van deze brug werd een stad gebouwd die als bijnaam Bridgetown kreeg. Na verloop van tijd werd deze bijnaam de officiële naam van de stad.

## Economie
Bridgetown is een belangrijk financieel centrum voor West-Indië. In de havenstad zijn namelijk een aantal belangrijke banken gevestigd.
Ook is de Barbados Stock Exchange er gevestigd, dit is een van de belangrijkste aandelenbeurzen in de Caraïben.
Verder speelt het toerisme een belangrijke rol in de economie en wordt er rum, suiker en melasse geproduceerd.

## Bezienswaardigheden
Het centrum van Bridgetown straalt een sterk Londense sfeer uit.
Door de stad loopt de Constitution Rivier. Aan de monding ligt de Chamberlain Bridge. Hier is ook het National Heroe´s Square (vroeger heette het Trafalgar Square) te vinden. Hier staat het parlementsgebouw waarin de beide kamers van het parlement gevestigd zijn. Ook staat er een standbeeld van Horatio Nelson. Dit beeld is ouder dan Nelson's Column in Londen.
Vanaf dit plein begint Broad street. Dit is de belangrijkste straat waar een groot aantal winkels en bankfilialen te vinden zijn.
Elk jaar wordt de Grand Kadooment Carnival Parade gehouden. Dit is een bonte optocht langs Spring Garden Highway.
Bridgetown beschikt ook over een jachthaven.

## Geschiedenis
Bridgetown werd in 1628 gesticht als Britse kolonie met de naam Town of Saint Michael (dorp van St.-Michael).
Voor die tijd leefden hier waarschijnlijk Arowakindianen maar deze waren destijds al verdwenen. Van 1800 tot 1885 was Bridgetown de hoofdstad van de Britse Bovenwindse Eilanden. In 1966 werd Barbados onafhankelijk.

## Geboren in Bridgetown
- Arthur Barclay, een vroegere president van Liberia
- Joseph Saddler alias Grandmaster Flash (1958), dj
- Anthony Forde (1962), darter
- Sue Gardner (1967), Canadese journaliste en directeur van Wikimedia Foundation (2007-2014)
- Obadele Thompson (1976), sprinter
- Ryan Brathwaite (1988), atleet
- Zane Maloney (2003), autocoureur